# Карчевський Леонід Миколайович
Леонід Миколайович Карчевський (1919, Київ — 24 січня, 1966) — радянський футболіст, нападник.

## Спортивна кар'єра
Виступав за київський «Спартак», московський ЦБЧА, київське «Динамо», московські «Локомотив», «Металург» і «Даугаву-ВЕФ» з Риги. У складі «динамівців» дебютував у розіграші кубка СРСР 1944 року проти московського «Спартака» (1:2). Восени того ж сезону став переможцем кубка УРСР.
За шість сезонів у першій групі провів 30 матчів, забив 4 м'ячі (у тому числі за киян — 19, 2). На початку 50-х років грав за аматорський колектив ОБО (Рига).